# Петро Павло Сапіга
Петро Павло Сапіга (пол. Piotr Paweł Sapieha; 25 січня 1701, Дрезден — 24 січня 1771) — державний діяч, урядник Речі Посполитої.

## Життєпис

### Молоді роки
Походив з литовсько-білоруського магнатського роду Сапіг гербу Лис. Син Яна Казимира Сапіги, великого гетьмана литовського, та Людовики Марії Опалінської. Народився у 1701 році в Дрездені. Здобув освіту в Саксонії. Завдяки знайомству батька з впливовим російським сановником Олександром Меншиковим 1721 року відправлений до двору імператора Петра I. Деякий час його розглядали як претендента на трон Герцогства Курляндії і Семигалії.
10 березня 1726 року отримав звання камергера та орден св. Олександра Невського. 12 березня того ж року відбулися його заручини з княжною Марією Меншиковою за присутності всього двору. При цьому імператриця Катерина I особисто поміняла зарученим кільця. Церемонію вів архієпископ Феофан Прокопович. Батько його був нагороджений чином генерал-фельдмаршала. В останній момент весілля відклали. Наречений, який відрізнявся, за відгуками сучасників, красою, привернув на себе увагу імператриці, яка зробила його своїм фаворитом. Вона наблизила молодого Сапігу до себе, подарувала йому мебльований будинок, а «про людське око» вирішила одружити його з однією зі своїх небог — графинею Софією Скавронською. Згодом призначає його капітаном гвардії.
Втім цей шлюб відбувся вже після смерті Катерини I 19 листопада 1727 року. Як придане за дружиною він отримав величезні маєтки, які швидко розпродав, тому що не вважав свого становища в Російській імперії досить міцним. За маєтності вторгував 2 млн срібних карбованців. Після цього виїхав до Речі Посполитої. Тут в 1729 році отримав староство всховське, а 1730 року — Здитовське. 1730 року після смерті батька успадкував значні статки, ставши наймогутнішим магнатом Литви. Невдовзі перейшов в католицтво.

### Політична діяльність
1732 року стає стольником великим литовським. У 1733 році виступив на стороні партії, яка підтримувала обрання королем Станіслава Лещинського, тоді як ставлеником Росії був Август Веттін, курфюрст Саксонії. У 1734 році стає делегатом Познанського воєводства до Дзіковської конфедерації. Невдовзі стає одним з її очільників. Під час війни за польську спадщину намагався залучити до антиросійської коаліції Швецію обіцянкою поступитися їм польською Лівонією, але без успіху. 1736 році вимушений був залишити країну. У 1739 році помирає його дружина.
У 1740 році зумів повернутися до Речі Посполитої. 1741 року вступив у таємні перемовини зі Швецією, намагаючись підірвати вплив короля Августа III й саксонської партії (в цей час точилася російсько-шведська війна). Планувалося, що Сапіга отримає 10 тис. шведських солдатів, з якими виступить проти короля, але змову було викрито.
У 1744 році отримав Смоленське воєводство (було суто номінальним, оскільки його територія перебувала у складі Російської імперії). Разом з тим стає сенатором Речі Посполитої. Крім того, отримав орденом Білого орла. Невдовзі на деякий час відійшов від політики.
У 1748 році вів таємні перемовини з Османською імперією. 1750 року оженився з представницею князівського роду Сулковських. У 1751-1754 роках отримав гроші від двору французького короля Людовика XV з метою організувати підтримку антрипрусської коаліції (в цей час готувалася Семирічна війна). Намагався домогтися для сина посади мстиславського воєводи, але марно. У 1753—1754 роках обіймав посаду маршалка Коронного Трибуналу. У 1754 році опинився під захистом російської влади (зберігав до 1758 року). Водночас перейшов на бік роду Чорторийських, які обіцяли Петру Павлу Сапіги частину володінь при поділі Острозької ординації. 1757 році отримує російський орден Андрія Первозванного.
З 1763 року після смерті короля Августа III (в часи безкоролів'я) виступав проти реформ, запропонованих так званою Фамілією (родом Чорторийських). У 1764 році підтримав обрання королем Речі Посполитої Станіслава Понятовського. Того ж року стає полковником посполитого рушення Смоленського воєводства. 1766 року переселяється до Великої Польщі.
У 1768 році приєднався до Барської конфедерації, передавши їй свою надвірну хоругву. Однією з причин виступу проти короля стало те, що дружина Сапіги стала коханкою Станіслава II Августа. 1770 року підтримував дії конфедерації у Великій Польщі. був серед ініціаторів позбавлення трону Станіслава II Августа. У відповідь війська Фрідріха II, король Пруссії, увійшли до Великої Польщі, невдовзі зайнявши володіння Сапіги. Останній був змушений шукати порятунку в Дрездені, звідси перебрався до австрійських володінь. Помер у 1771 році в Жиліні на території Австрійської держави (тепер Словаччина).

## Родина
Перша дружина — Софія, донька графа Карла Скавронського[джерело?]. Діти:
- Ян Юзеф (1734—1761)

Друга дружина — Яна, донька князя Александра Юзефа Сулковського.